# Beinsdorp (Haarlemmermeer)
Beinsdorp is een dorp in de gemeente Haarlemmermeer in de provincie Noord-Holland. In 2023 telde het 1.020 inwoners. Beinsdorp ligt aan de Ringvaart van de Haarlemmermeerpolder tegenover Hillegom. Ten noorden van Beinsdorp ligt Zwaanshoek, ten zuiden Lisserbroek en ten oosten Nieuw-Vennep.
Het dorp is genoemd naar het eiland Beinsdorp, het grootste van de voormalige eilanden in het Haarlemmermeer. Andere eilanden waren Vennip (waar Nieuw-Vennep naar is genoemd) en Abbenes.
Het na de drooglegging van het meer (1852) ontstane dorp werd aanvankelijk Hillegommerbuurt genoemd. In 1950 waren 1140 inwoners, daarna is het aantal teruggelopen. Sinds 1966 is er een dorpshuis, herbouwd in 1995, genaamd "Het Eiland". Sinds 1975 zijn de laatste oude winkels in het dorp opgeheven. De dorpsbebouwing had tot 1985 een T-vorm met slechts lintbebouwing langs de Hillegommerdijk en Venneperweg, daarna zijn er huizen bij gekomen in de nieuwe straten Rietkraag en Graanhuis.

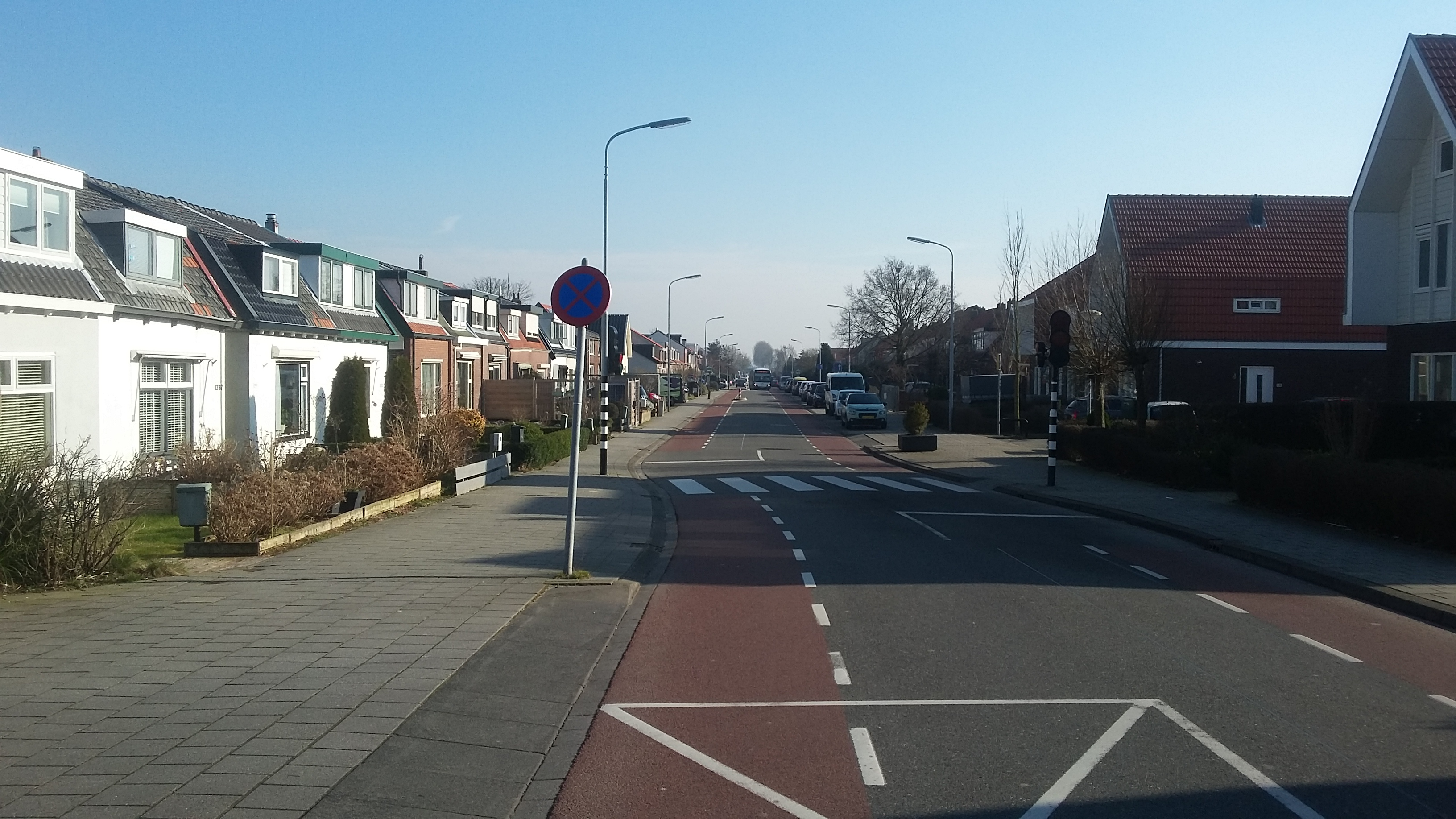
De Venneperweg in Beinsdorp

## Geboren
- Marc Hogervorst, voetballer
- Daan Klinkenberg, voetballer

## Inwoners
- Esmee Visser, Langebaanschaatsster, Olympisch kampioen 5.000 m in 2018 (Zuid-Korea)

## Afbeeldingen

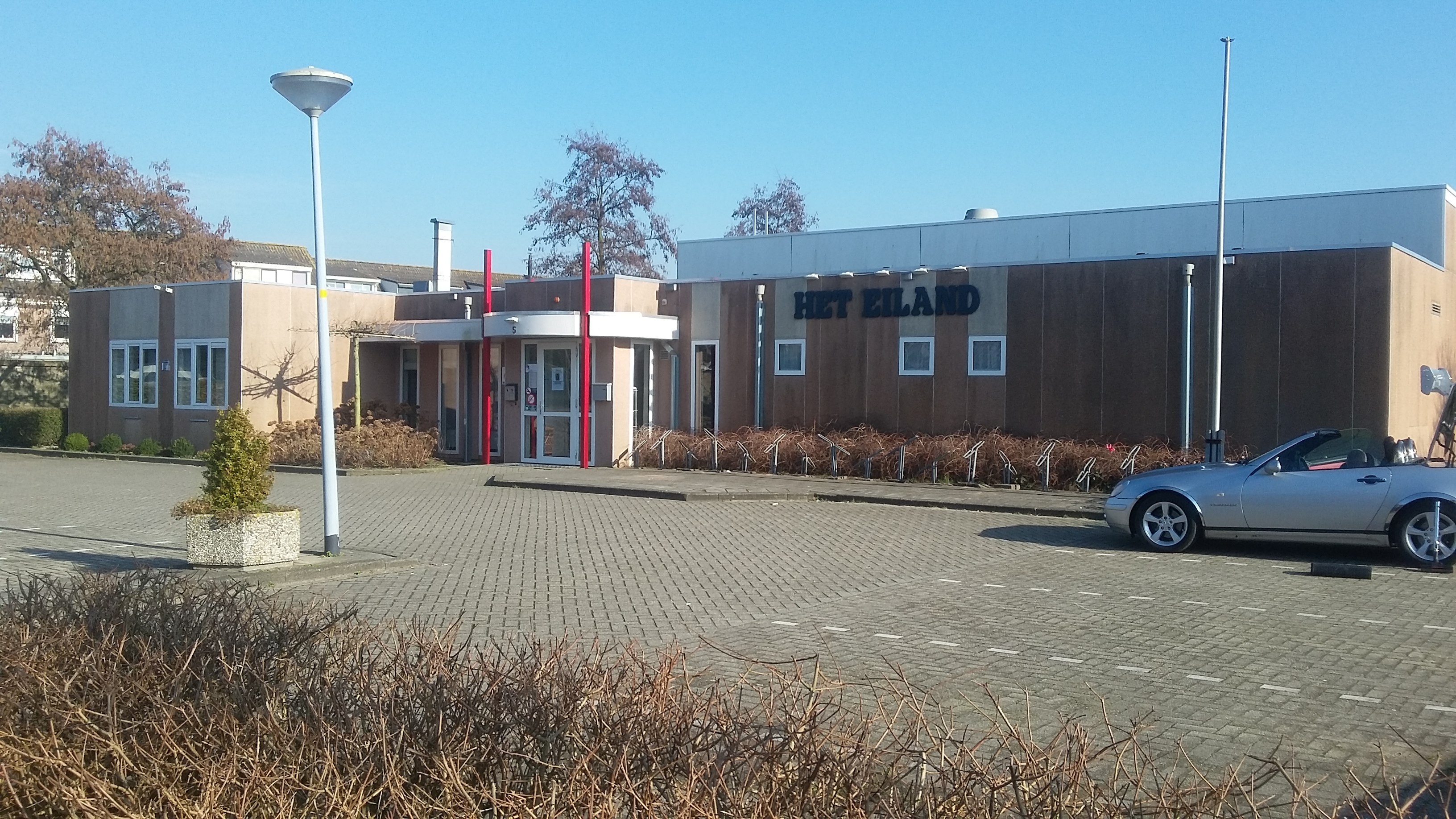
Dorpshuis "Het Eiland"
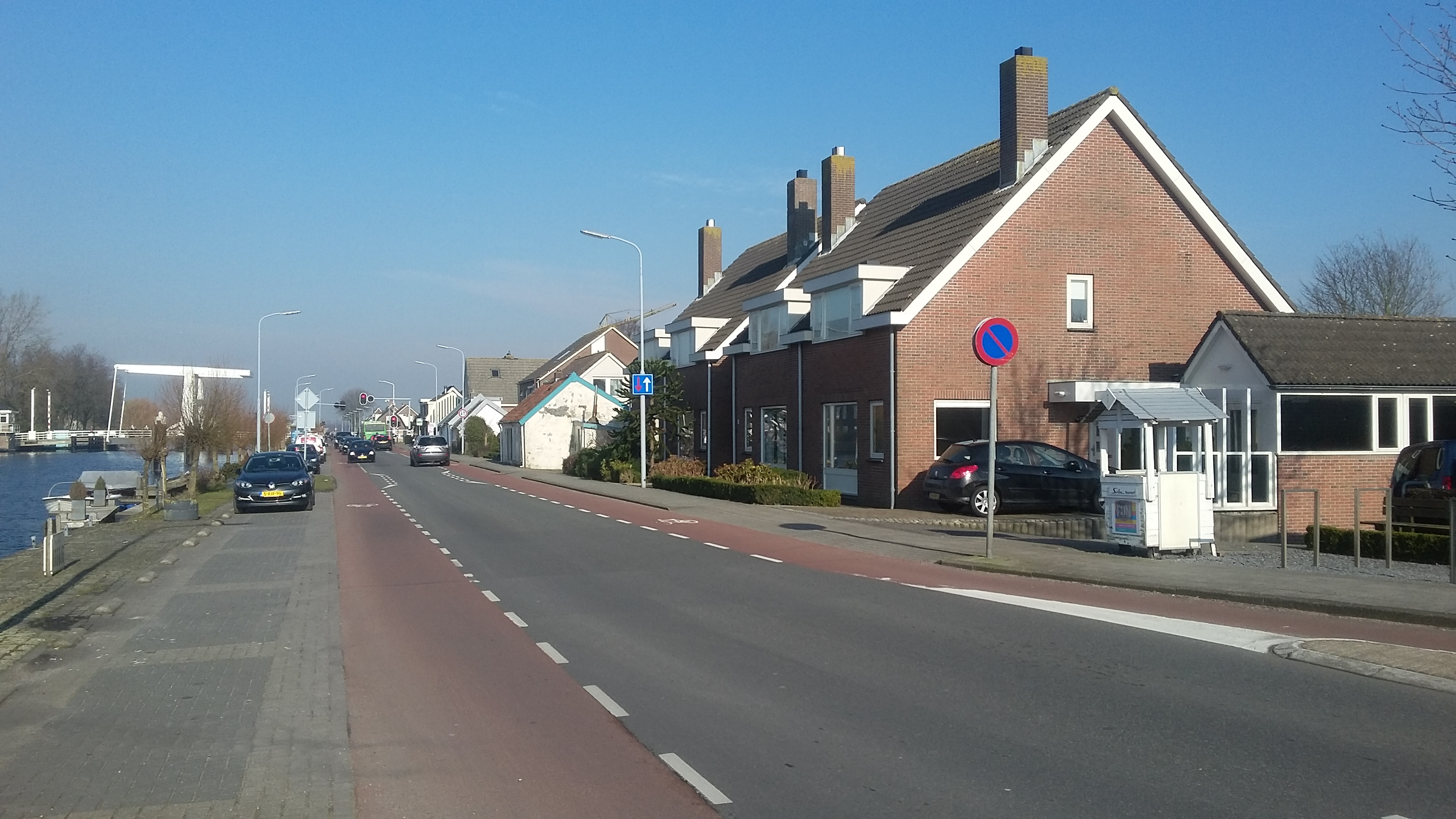
Hillegommerdijk
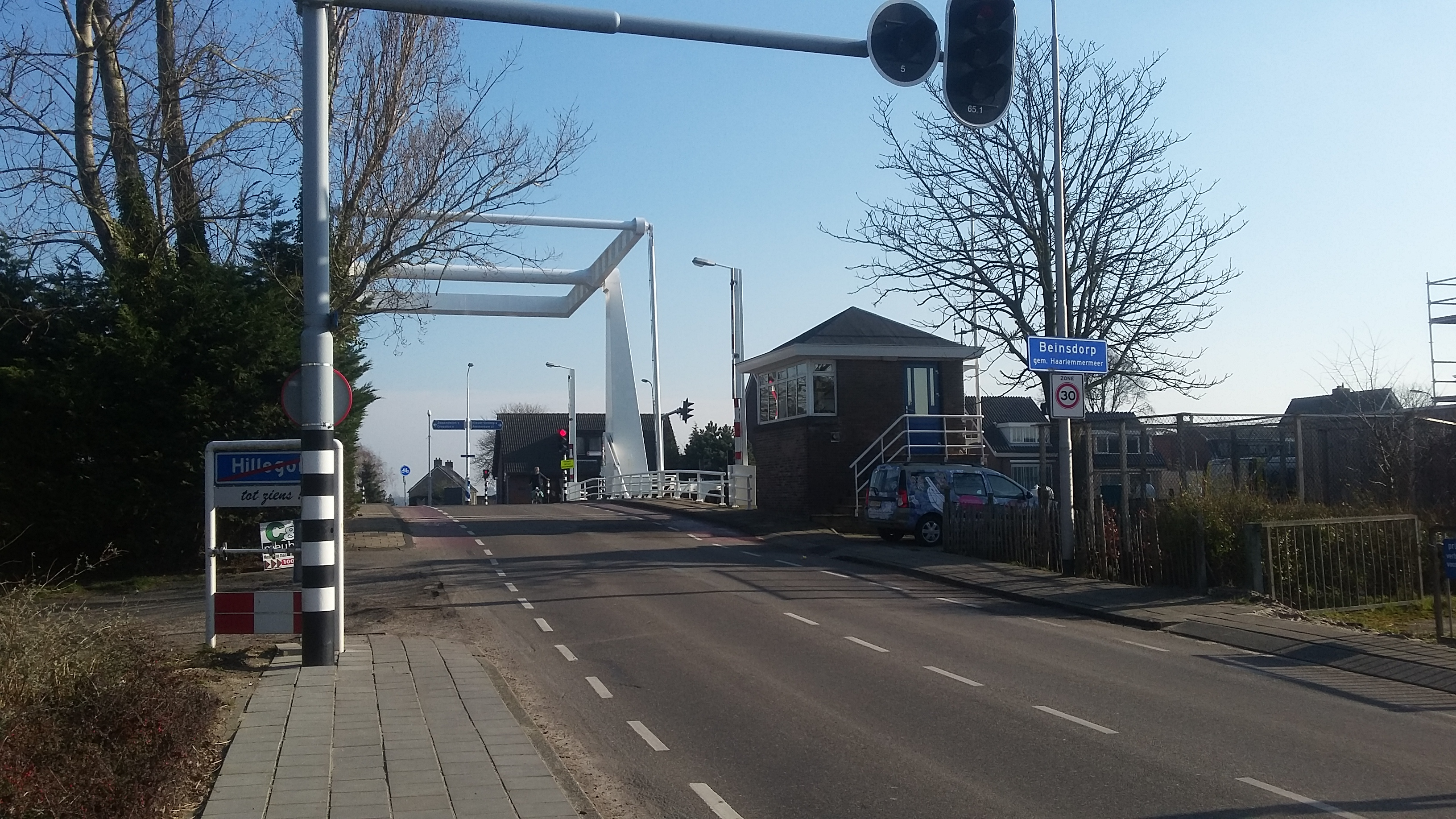
Hillegommerbrug